# Juan Da Silva
Juan Da Silva, vollständiger Name Juan Pedro Da Silva Santos, (* 3. Mai 1989 in Rivera) ist ein uruguayischer Fußballspieler.

## Karriere
Der 1,87 Meter große Defensivakteur Da Silva stand zu Beginn seiner Karriere in den Jahren 2007 und 2008 in Reihen von Miramar Misiones. In den Spielzeiten 2006/07 und 2007/08 absolvierte er dort 28 Partien in der Primera División und schoss ein Tor. Ab Jahresbeginn 2009 spielt er für die Rampla Juniors und wurde bei den Montevideanern in fünf Erstligaspielen eingesetzt. Teilweise wird ihm dabei auch ein Treffer zugeschrieben. In der Apertura 2009 war der Club Atlético Rentistas sein Arbeitgeber. Mitte Januar 2010 schloss er sich sodann dem Club Atlético Atenas an, für dessen Team er je nach Quellenlage in der Clausura 2010 elf oder zehn persönlich torlose Erstligabegegnungen bestritt. Ab September 2010 setzte er seine Karriere bis Mitte 2012 bei Sud América fort. In der Saison 2010/11 lief er dort in zwölf Spielen der Segunda División auf.